# La Couarde-sur-Mer
La Couarde-sur-Mer là một xã trong tỉnh Charente-Maritime trong vùng Nouvelle-Aquitaine, tây nam nước Pháp. Xã La Couarde-sur-Mer nằm ở khu vực có độ cao trung bình 5 mét trên mực nước biển. Xã này nằm trên Île de Ré.